# Cassine lanceolata
Cassine lanceolata là một loài thực vật có hoa trong họ Dây gối. Loài này được (Urb. & Ekman) Alain mô tả khoa học đầu tiên năm 1965.